# Jens Jacob Aarsbo
Jens Jacob Aarsbo (* 15. Februar 1878 in Aarhus; † 20. Mai 1944 in Hellerup) war ein dänischer Bibliothekar und Musikschriftsteller. International bekannt wurde er vor allen Dingen durch seine Schriften zum dänischen Volkslied.

## Leben und Werk
Jens Aarsbo studierte nordische Philologie und Musikgeschichte.
Er beschäftigte sich vor allem mit dänischen Ortsnamen und der Geschichte des dänischen Volksliedes. Aus letzterem Interesse heraus entstand die Sammlung Dansk Folkesang fra det 19. Hundredaar I-II (1903, „Das Dänische Volkslied im 19. Jahrhundert“) und das Buch Fra den danske Musiks Historie (1904, 2. Aufl. 1915, „Aus der Geschichte der dänischen Musik“). Außerdem veröffentlichte Aarsbo mehrere Kirchenmusiksammelbände und zusammen mit Christian Barnekow ausgewählte Kompositionen von Dietrich Buxtehude.
Von 1905 bis 1909 wirkte Aarsbo als Assistent an der königlichen Bibliothek in Kopenhagen. 1909 wurde er als Bibliothekar an der Stadtbibliothek Kopenhagen eingestellt; 1912 wurde er Leiter dieser Institution; 1914 erhielt er den Titel „Stadtbibliothekar“. Ab 1923 wirkte er auch als Rathausbibliothekar. Unter seiner Leitung entwickelte sich die Stadtbibliothek Kopenhagen von einer Ansammlung kleinerer öffentlicher Büchersammlungen zu einer umfassenden Institution von großer gesellschaftlicher und kultureller Bedeutung. Dieser Fortentwicklung betraf den Buchbestand, die Kataloge, die Öffnungszeiten, das Personal und die Räumlichkeiten der Bibliothek. Die Stadtbibliothek Kopenhagen wurde in dieser Zeit Vorbild für andere Bibliotheken in den nordischen Ländern.